# Powiat Minamikawachi
Powiat Minamikawachi (jap. 南河内郡 Minamikawachi-gun) – powiat w Japonii, w prefekturze Osaka. W 2024 roku liczył 32 341 mieszkańców.

## Miejscowości
- Kanan
- Taishi
- Chihayaakasaka